# Campionati europei di atletica leggera 1934 - 200 metri piani
I 200 metri piani maschili ai campionati europei di atletica leggera 1934 si sono svolti tra l'8 ed il 9 settembre 1934.

## Podio
| Oro     | Christiaan Berger Paesi Bassi |
| Argento | József Sir Ungheria           |
| Bronzo  | Martinus Osendarp Paesi Bassi |

## Risultati

### Semifinali
Passano alla finale i primi tre atleti di ogni batteria (Q).

#### Semifinale 1
| Posizione | Nome              | Nazionalità | Tempo        | Note |
| --------- | ----------------- | ----------- | ------------ | ---- |
| 1         | Christiaan Berger | Paesi Bassi | 21"6         | Q    |
| 2         | József Kovács     | Ungheria    | 21"9         | Q    |
| 3         | Tullio Gonnelli   | Italia      | 22"1         | Q    |
| 4         | Albert Jud        | Svizzera    | 22"2         |      |
| 5         | Georges Guillez   | Francia     | 22"2         |      |
| 6         | Janis Kivitis     | Lettonia    | Nessun tempo |      |

#### Semifinale 2
| Posizione | Nome              | Nazionalità    | Tempo        | Note |
| --------- | ----------------- | -------------- | ------------ | ---- |
| 1         | József Sir        | Ungheria       | 21"8         | Q    |
| 2         | Martinus Osendarp | Paesi Bassi    | 21"9         | Q    |
| 3         | Egon Schein       | Germania       | 21"9         | Q    |
| 4         | Paul Hänni        | Svizzera       | 22"0         |      |
| 5         | Edgardo Toetti    | Italia         | 22"1         |      |
| 6         | Karel Bergmann    | Cecoslovacchia | Nessun tempo |      |

### Finale
| Pos.    | Nome              | Nazionalità | Tempo | Note                  |
| ------- | ----------------- | ----------- | ----- | --------------------- |
| Oro     | Christiaan Berger | Paesi Bassi | 21"5  | Record dei campionati |
| Argento | József Sir        | Ungheria    | 21"5  |                       |
| Bronzo  | Martinus Osendarp | Paesi Bassi | 21"6  |                       |
| 4       | József Kovács     | Ungheria    | 21"7  |                       |
| 5       | Egon Schein       | Germania    | 21"9  |                       |
| 6       | Tullio Gonnelli   | Italia      | 22"0  |                       |